# Adolfo Aizen
Adolfo Aizen (em russo: Адолф Аизен; Ekaterinoslav, 10 de junho de 1904 — Rio de Janeiro, 10 de maio de 1991) foi um jornalista e editor russo, naturalizado brasileiro.
Aizen, que é tido por muitos como o "pai dos quadrinhos no Brasil", foi um dos principais responsáveis pela introdução no Brasil das histórias em quadrinhos norte-americanas de aventura, como Mandrake, Tarzan, Dick Tracy, Príncipe Valente e Flash Gordon.
Sempre acreditou-se que Aizen nasceu em Juazeiro, na Bahia. Mas o escritor Gonçalo Junior afirma em seu livro A Guerra dos Gibis, de 2004, que Adolfo Aizen era um judeu russo nascido em Ekaterinoslav, atual Dnipro, na Ucrânia, e não baiano (embora tenha morado em Salvador e nunca esteve em Juazeiro). Esse fato tem grande importância porque naquela época um estrangeiro não podia ser proprietário de uma empresa de comunicação no Brasil.
Aos 15 anos, mudou-se para o Rio de Janeiro. Em 1933, começa a trabalhar na editora "O Malho", responsável pela revista O Tico-Tico. Em 1934 lança o histórico "Suplemento Juvenil", com histórias de personagens dos quadrinhos americanos cujos direitos autorais pertenciam a King Features Syndicate. Era suplemento, porque acompanhava um jornal (no caso, o jornal A Nação), da forma como faziam os jornais de Nova Iorque, com grande êxito. Com as ótimas vendas, o suplemento passou a circular pela editora "Grande Consórcio de Suplementos Nacionais", fundada por Aizen. O dono do jornal O Globo (Roberto Marinho) havia recusado a ideia de Aizen, mas quando viu o sucesso da concorrência, resolveu lançar também um suplemento infantil, que chamou de "O Globo Juvenil".
Aizen não gostou que a palavra "juvenil" tivesse sido usada e lançou uma revista no formato Standard chamada "O Lobinho", para evitar que seu concorrente utilizasse Globinho, segundo conta-se. A revista "O Gibi" também foi lançada (1939) para competir com a revista Mirim, de Aizen (primeira revista usar o formato "comic book" no Brasil, lançada em 1937).
Em 1945, Aizen funda a editora de revistas infantis Editora Brasil-América Limitada (EBAL), pioneira na introdução de temas e heróis brasileiros nas histórias em quadrinhos.
Em 1947 a Ebal inicia a publicação da revista em quadrinhos "O Heroi" (sem acento). No primeiro número havia quadrinhos das revistas americanas "Rangers Comics" (Sky Rangers ou "Patrulheiros do Ar", "Firehair" e "Glória (do original "Glory Forbes") e da Movie Comics ("John Danger", detetive de Hollywood), ambas da editora Fiction House, além das primeiras tiras (reformatadas) da King Features Tommy of the Big Top (lançada como "Fred e Nancy no circo"). Em novembro de 1947 lançou "Superman", o título mais duradouro da editora.
A cidade do Rio de Janeiro homenageou Adolfo Aizen, com uma rua no bairro Campo Grande na Zona Oeste. Homenagem similar foi feita em Salvador, no bairro Santos Dumont perto a praia do Flamengo.
Com sua esposa Luba Aizen, teve quatro filhos: Clara Aizen (20/8/1936-8/10/36), Paulo Adolfo Aizen (29/06/38), Naumin Aizen (16/10/1939-20/07/2012) e Mario Aizen. Paulo Adolfo Aizen, foi diretor-gerente da EBAL e Naumin Aizen foi diretor-editorial, enquanto que Mario Aizen é pesquisador e historiador da cidade do Rio de Janeiro.